# Lemma
A matematikában a lemma (görögül λήμμα, „lemma”, jelentése: „kapott valami; például ajándék, profit vagy korrupt pénz”) olyan bizonyított állítás, amit kiindulási alapnak használnak fel jelentősebb eredmények eléréséhez.
A lemma és a tétel közt formálisan nincs különbség; a lemma egy kisebb eredmény (segédtétel), amely lehetővé teszi egy tétel bizonyítását.
A matematika számos fontos eredményét lemmaként ismerik: Bézout-lemma, Urysohn-lemma, Dehn-lemma, Fatou-lemma, Gauss-lemma, Nakayama-lemma, Poincaré-lemma, Riesz-lemma, Schwarz-lemma és Zorn-lemma. Ezek eredetileg túl egyszerűnek vagy túl technikai jellegűnek tűntek, amelyek önállóan nem érdekesek, utóbb kiderült, hogy központi fontosságúak azokban az elméletekben, ahol előfordulnak.

## Fordítás
- Ez a szócikk részben vagy egészben  a   Lemma (mathematics) című angol Wikipédia-szócikk ezen változatának fordításán alapul.  Az eredeti cikk szerkesztőit annak laptörténete sorolja fel. Ez a jelzés csupán a megfogalmazás eredetét és a szerzői jogokat jelzi, nem szolgál a cikkben szereplő információk forrásmegjelöléseként.